# 沙兹莱
沙兹莱（法語：Chazelet，法語發音：[ʃazlɛ]）是法国安德尔省的一个市镇，属于勒布朗区。

## 地理
沙兹莱（46°30'30"N, 1°26'31"E）面积11.73 平方千米，位于法国中央-卢瓦尔河谷大区安德尔省，该省份为法国中部省份，北起卢瓦-谢尔省，西北接安德尔-卢瓦尔省，西南接维埃纳省，南至克勒兹省和上维埃纳省，东临谢尔省。
与沙兹莱接壤的市镇（或旧市镇、城区）包括：萨谢尔热圣马尔坦、圣西夫朗、圣吉勒、维古。

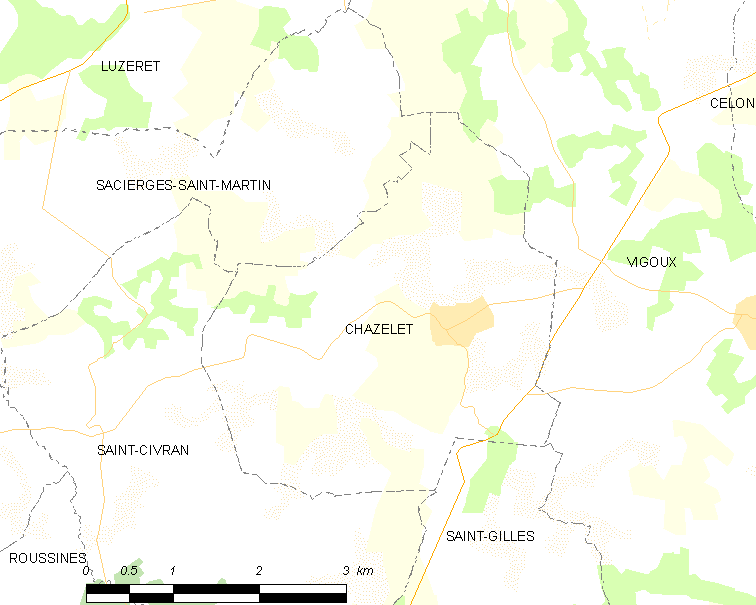
沙兹莱的OSM定位图

沙兹莱的时区为UTC+01:00、UTC+02:00（夏令时）。

## 行政
沙兹莱的邮政编码为36170，INSEE市镇编码为36049。

## 政治
沙兹莱所属的省级选区为圣戈捷县。

## 人口

1962-2008年间沙兹莱人口变化图示

沙兹莱于2022年1月1日时的人口数量为124人。